# De Dubbelgangers
De Dubbelgangers (Engels: The Dark Corner) is het zevende deel uit de jeugdboekenserie Spookermonde van de Amerikaanse auteur Christopher Pike. Het verscheen in 1996 in de Verenigde Staten en werd in 1998 vertaald in het Nederlands.

## Verhaal
Als Adam en zijn vrienden het Geheime Pad volgen komen ze in een wereld terecht waarin ze een andere versie van zichzelf tegenkomen die al het slechte van een persoon in zich heeft.

## Personages
- Cindy Makey
- Adam Freeman
- Watch
- Sara Wilcox